# Garrick Mallery

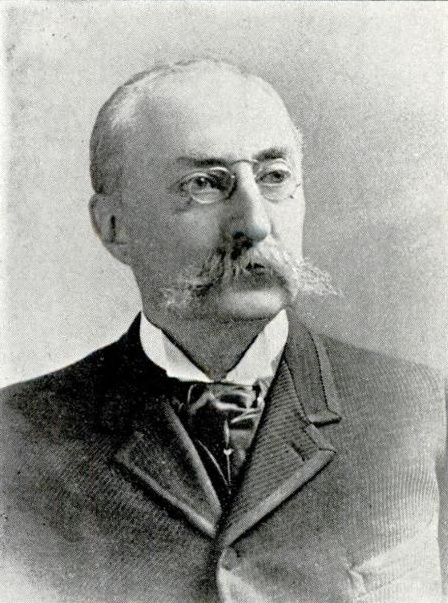
Garrick Mallery

Garrick Mallery (* 25. April 1831 in Wilkes-Barre; † 24. Oktober 1894 in New York City) war ein US-amerikanischer Ethnologe, der sich auf die Plains Indian Sign Language und Piktogramme der amerikanischen Ureinwohner spezialisierte.

## Familie
Sein Vater war Richter Garrick Mallery, geboren am 17. April 1784, der 1808 sein Studium am Yale College abschloss. Von 1827 bis 1830 war er Abgeordneter des Parlaments von Pennsylvania und zeichnete sich durch seinen Eifer für die Gefängnisreform aus. 1831 wurde er zum Richter des dritten Gerichtsbezirks ernannt, der die pennsylvanischen Countys Berks, Northampton und Lehigh umfasste. 1836 gab er sein Richteramt auf und zog nach Philadelphia, wo er viele Jahre als Anwalt praktizierte. Er starb am 6. Juli 1866 in Philadelphia.
Garricks Mutter war die zweite Frau des Richters. Ihre Vorfahren waren John Harris, Jr., dem Gründer von Harrisburg, und William Maclay, einem der ersten US-Senatoren aus Pennsylvania, und deren Frauen.

## Ausbildung
Mallery erhielt eine hervorragende Ausbildung und wurde von einem Privatlehrer auf sein Studium an der Alma Mater seines Vaters (Yale College) vorbereitet, wo er sich mit 15 Jahren where he immatrikulierte. Er schloss sein Studium 1850 ab. Drei Jahre später erhielt er den Abschluss als LL.B. von der University of Pennsylvania. Im selben Jahr wurde er in Philadelphia als Anwalt zugelassen und begann dort zu praktizieren. Einen Teil seiner Freizeit widmete er der redaktionellen und literarischen Arbeit und stieg beruflich stetig auf, als 1861 der Civil War begann.

## Militärkarriere
Mallery war Freiwilliger und diente als Oberleutnant im 71st Pennsylvania Infantry. Am 30. Juni 1862 wurde er während der Sieben-Tage-Schlacht in Virginia bei Peach Orchard (Allen's Farm) schwer verwundet. Da er bewegungsunfähig auf dem Schlachtfeld zurückblieb, wurde er gefangen genommen und ins Libby-Gefängnis in Richmond gebracht. Nach einem späteren Austausch wurde er nach Philadelphia zurückgeschickt.
Nach seiner Genesung kehrte er ins Feld zurück und wurde im Februar 1863 zum Oberstleutnant des 13th Pennsylvania Cavalry ernannt. Während der militärischen Besetzung Virginias wurde Mallery zum Militäranwalt des Ersten Militärbezirks ernannt. Im November 1866 wurde er ehrenhaft aus dem Freiwilligendienst entlassen.
Gleichzeitig nahm er eine Beförderung zum Hauptmann der regulären Armee an und wurde dem 43rd Infantry zugeteilt, wo er für seine „tapferen und verdienstvollen Dienste während des Krieges“ die Dienstgrade Major, Oberstleutnant und Oberst erhielt. Ab 1870 diente er fast zehn Jahre lang beim Signal Corps und diente als Erster Offizier, bis er 1876 zum Felddienst versetzt wurde. Da seine alten Verwundungen ihn für schwere Arbeiten ungeeignet machten, wurde er 1879 auf eigenen Wunsch in den Ruhestand versetzt.

## Büro für amerikanische Ethnologie
Während Mallerys Dienstzeit beim Signal Corps war er kurzzeitig in Fort Rice im Dakota-Territorium stationiert, wo das indigene Kommunikationssystem durch Zeichen und Gesten seine Aufmerksamkeit erregte. Er begann, diese zu notieren, was zu einer parallelen Untersuchung der Piktogramme auf Steinen, Fellen und Rinde führte, von denen er zahlreiche Transkriptionen anfertigte. Er sah voraus, dass diese Bräuche letztlich verloren gehen und in Vergessenheit geraten würden, da die Indianer immer stärker unter die Kontrolle der Behörden gerieten. Bevor Mallery mit seinen Forschungen begann, nahmen europäische Amerikaner im Allgemeinen an, dass die Piktogramme, von denen einige vermutlich präkolumbischen Ursprungs waren, lediglich Bilder ohne Bedeutung seien. Allmählich gelangte er zu der Überzeugung, dass die Gestensprache (englisch gesture-speech) und die damit verwandten Piktogramme ein vollständiges System bildeten, das Mythologie und Geschichte einschloss und eine wichtige Beziehung zur gesprochenen Sprache hatte.
Im Jahr 1877 wurde er aufgrund dieser Arbeit zu Major John Wesley Powell beordert, der eine Vermessung der Rocky Mountains durchführte. Später, als Mallery aus der Armee ausschied, arrangierte Powell seine Anstellung als Ethnologe beim Bureau of American Ethnology, das im selben Jahr gegründet worden war. Im Jahr 1880 verfasste Mallery eine 72 Seiten lange Broschüre mit 33 Abbildungen mit dem Titel Introduction to the Study of Sign-language among the North American Indians as Illustrating the Gesture-speech of Mankind. Diese war als Handbuch für Studenten gedacht. Im selben Jahr verfasste er einen 329 Seiten starken Quartband mit dem Titel A Collection of Gesture Signs and Signals of the North American Indians, with Some Comparisons. Letzteres Werk wurde nur an Mitarbeiter verteilt.
1881 wurde Mallerys zweiter wichtiger Beitrag im ersten Jahresbericht des Büros veröffentlicht: Sign-language among North American Indians Compared with that Among other People and Deaf-mutes. Diese Abhandlung umfasste 290 Seiten und war mit 13 Tafeln, einer Karte und 285 Abbildungen illustriert. Obwohl vom Autor nur als vorläufiger Bericht gedacht, gilt sie heute als die erste maßgebliche Abhandlung zu einem nahezu neuen Thema der Anthropologie.
Mallerys nächste Veröffentlichung erschien im vierten Jahresbericht des Büros unter dem Titel Pictographs of the North American Indians; a Preliminary Paper. Sie umfasste 256 Seiten und war mit 83 Tafeln und 209 Abbildungen illustriert.
Der zehnte Jahresbericht des Büros widmete sich schließlich Mallerys abgeschlossener Arbeit zu einem seiner Forschungsthemen. Sie trug den Titel Picture-writing of the American Indians und umfasste 807 Quartseiten mit 54 Tafeln und 1.290 Abbildungen. Mallerys Arbeit umfasste auch die Winterzählungen verschiedener Stämme, die in Bildern und visuellen Mitteln dokumentiert waren und zusammen mit mündlich überlieferten Informationen wichtige Schlüssel zu ihrer Geschichte darstellten.
Zum Zeitpunkt seines Todes arbeitete Mallery an einer Abhandlung über die Zeichensprache der amerikanischen Indianer, die als Begleitwerk zum Picture-writing gedacht war. Diese blieb unvollendet und musste von seinen Kollegen im Bureau fertiggestellt werden.
Im Jahr 1882 wurde Mallery zum Mitglied der American Philosophical Society gewählt.

## Andere Aktivitäten
Neben den genannten Schriften verfasste Mallery zahlreiche kurze kritische Essays. Sein Werk Israelite and Indian, in dem er die beiden Kulturen verglich, löste eine kurze Kontroverse aus. Er war Gründer der Washington's Anthropological Society und später deren Präsident. 1878 war er eines der zehn Gründungsmitglieder des Cosmos Club, einer Ehrengesellschaft. Er engagierte sich auch in der Literary Society of Washington, wo er viele Jahre Mitglied des Vorstands war und 1888 deren Präsident war. Seine Rede zu seinem Ausscheiden aus diesem Amt hatte das Thema Philosophy and Specialties. Darin betonte er die Bedeutung eines korrekten und eleganten Schreibstils in wissenschaftlichen Arbeiten.

## Verfügbare Werke
- Picture-writing of the American Indians. Foreword by J. W. Powell. Dover (1972), 2 v. ISBN 0-486-22842-8
- Sign Language Among North American Indians, Dover (2001) ISBN 0-486-41948-7